# Malimba Masheke
Malimba Masheke (* 1941) ist ein sambischer General und ehemaliger Premierminister.
In seiner militärischen Laufbahn stieg Masheke zum General und Kommandeur der Armee auf.
In der Regierung seines Vorgängers Kebby Musokotwane war er zunächst von 1985 bis 1988 Verteidigungsminister und dann 1988 bis 1989 Innenminister. Am 15. März 1989 ernannte ihn Präsident Kenneth Kaunda als Nachfolger von Musokotwane zum Premierminister. Dieses Amt hatte er bis zum 31. August 1991 inne.
Nach der Wahlniederlage der UNIP 1991 wurde das Amt eines Premierministers bis heute nicht mehr besetzt. Masheke selbst wurde zu einem der führenden Politiker und Vorsitzenden der nunmehr oppositionellen UNIP.
Im Oktober 2005 zeichnete ihn Präsident Levy Mwanawasa mit dem Orden „Grant Officer of the Order of the Eagle of Zambia“ aus.